# Kizlear
Kizlear (în rusă Кизля́р) este un oraș din Rusia, cu 48.457 (2002) de locuitori, situat în Daghestan, pe cursul râului Terek care formează aici o deltă largă cu smârcuri și se varsă în Marea Caspică. Regiunea este adecvată culturii viței de vie.